# Krzysztof Czyżewski

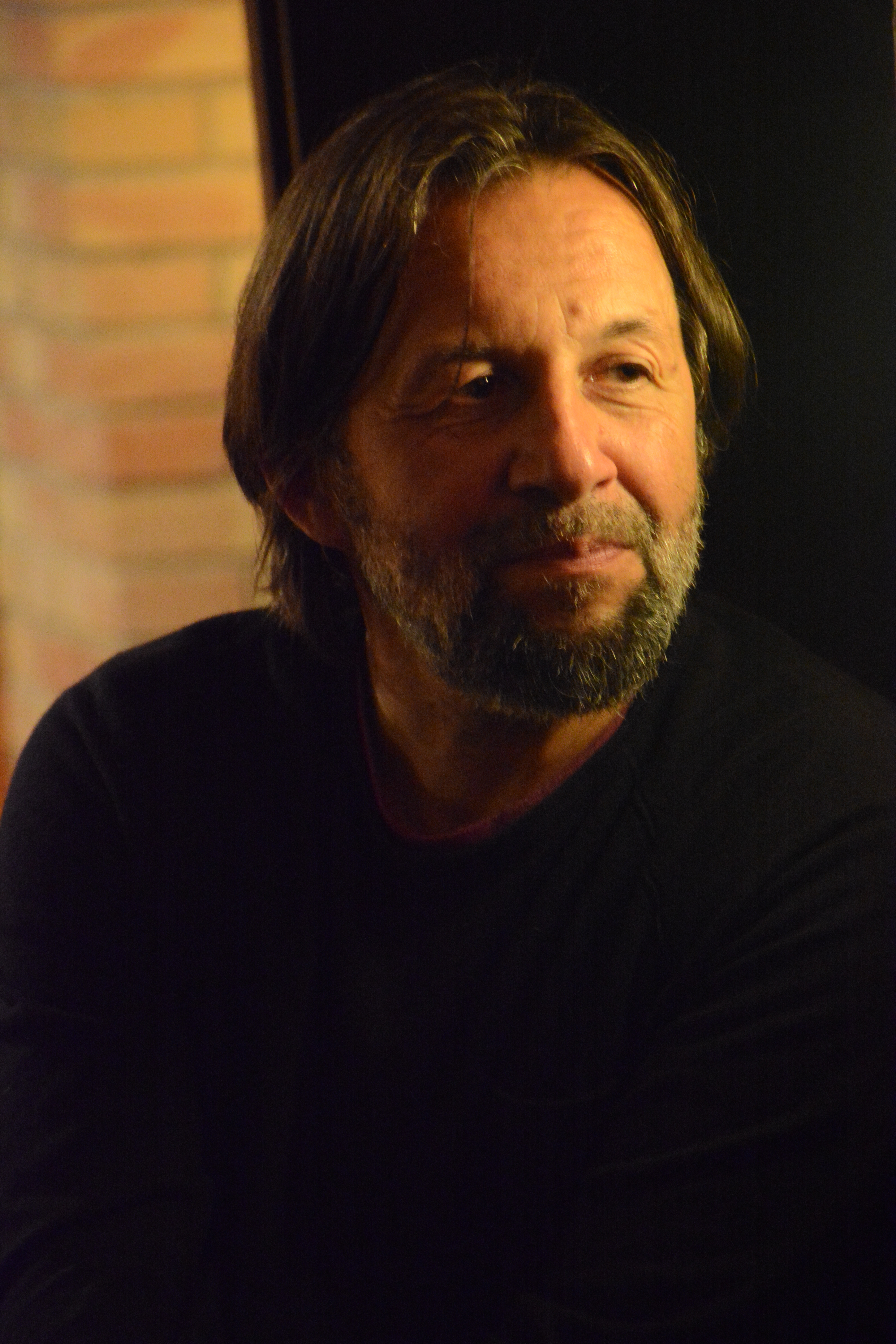
Krzysztof Czyżewski – 10 września 2016

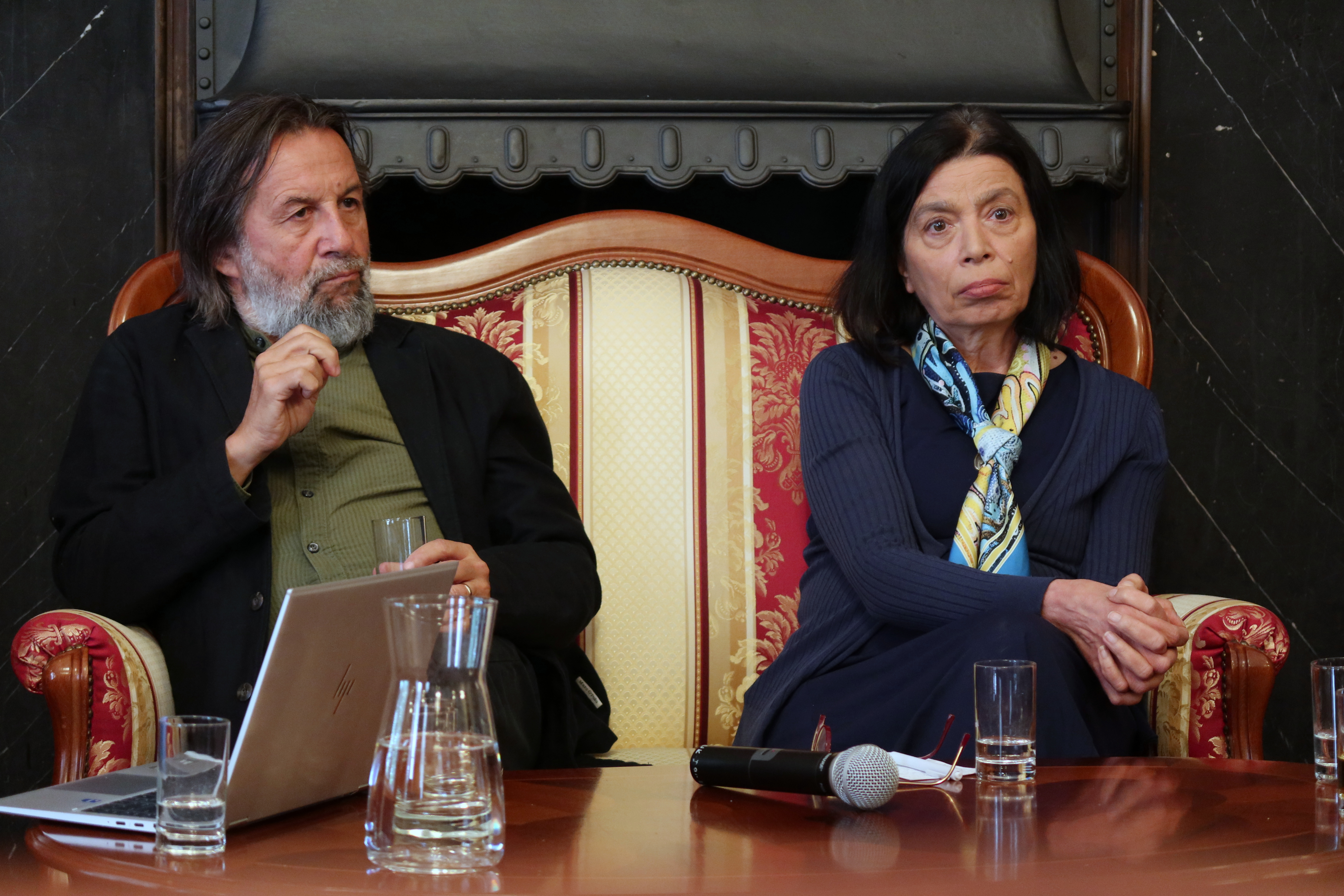
Z Olą Hnatiuk podczas konferencji poświęconej Jerzemu Giedroyciowi i paryskiej "Kulturze" – Łódź, 4 czerwca 2025

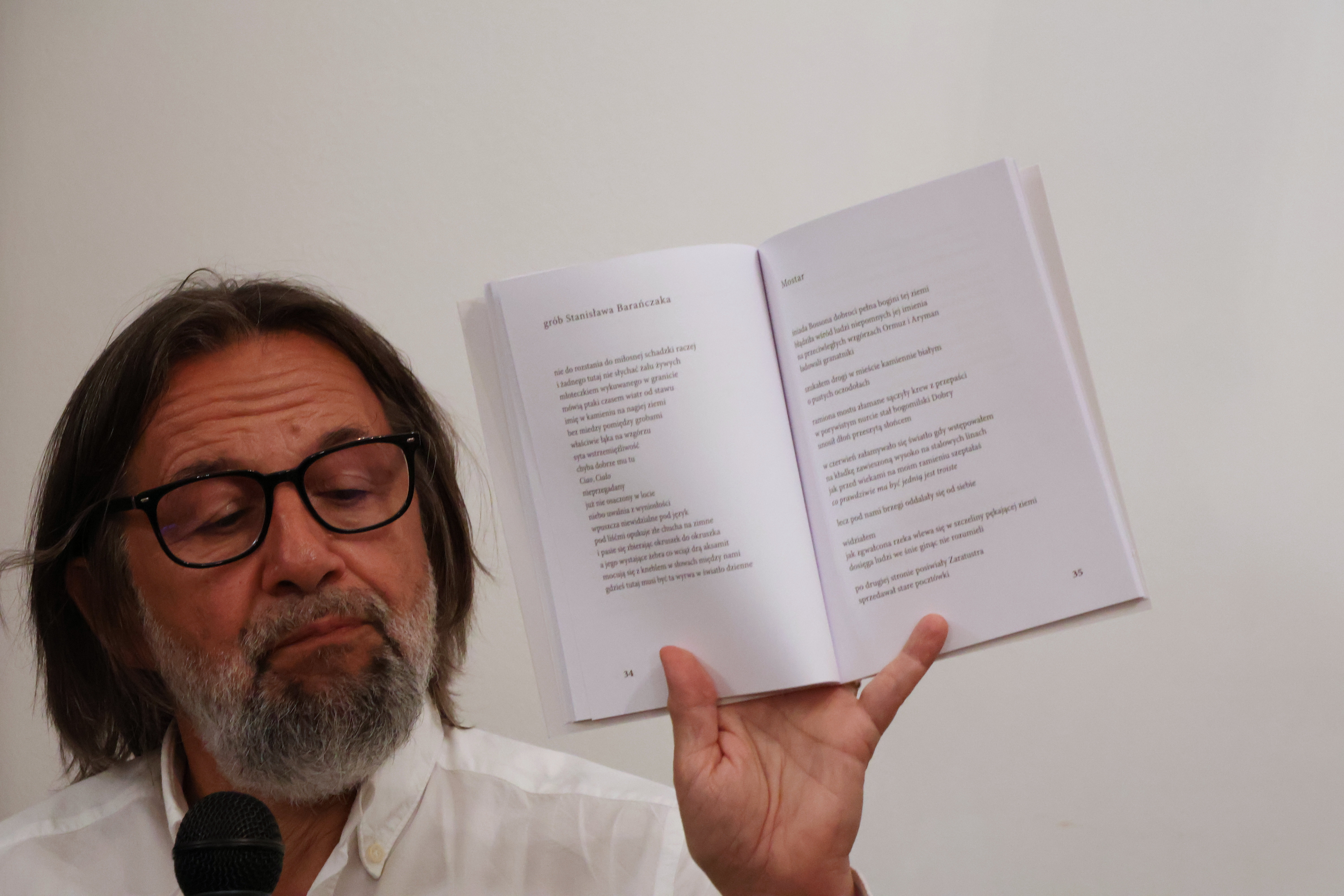
Krzysztof Czyżewski z tomem swoich wierszy, w tym widocznych na fotografii: Grób Stanisława Barańczaka i Mostar

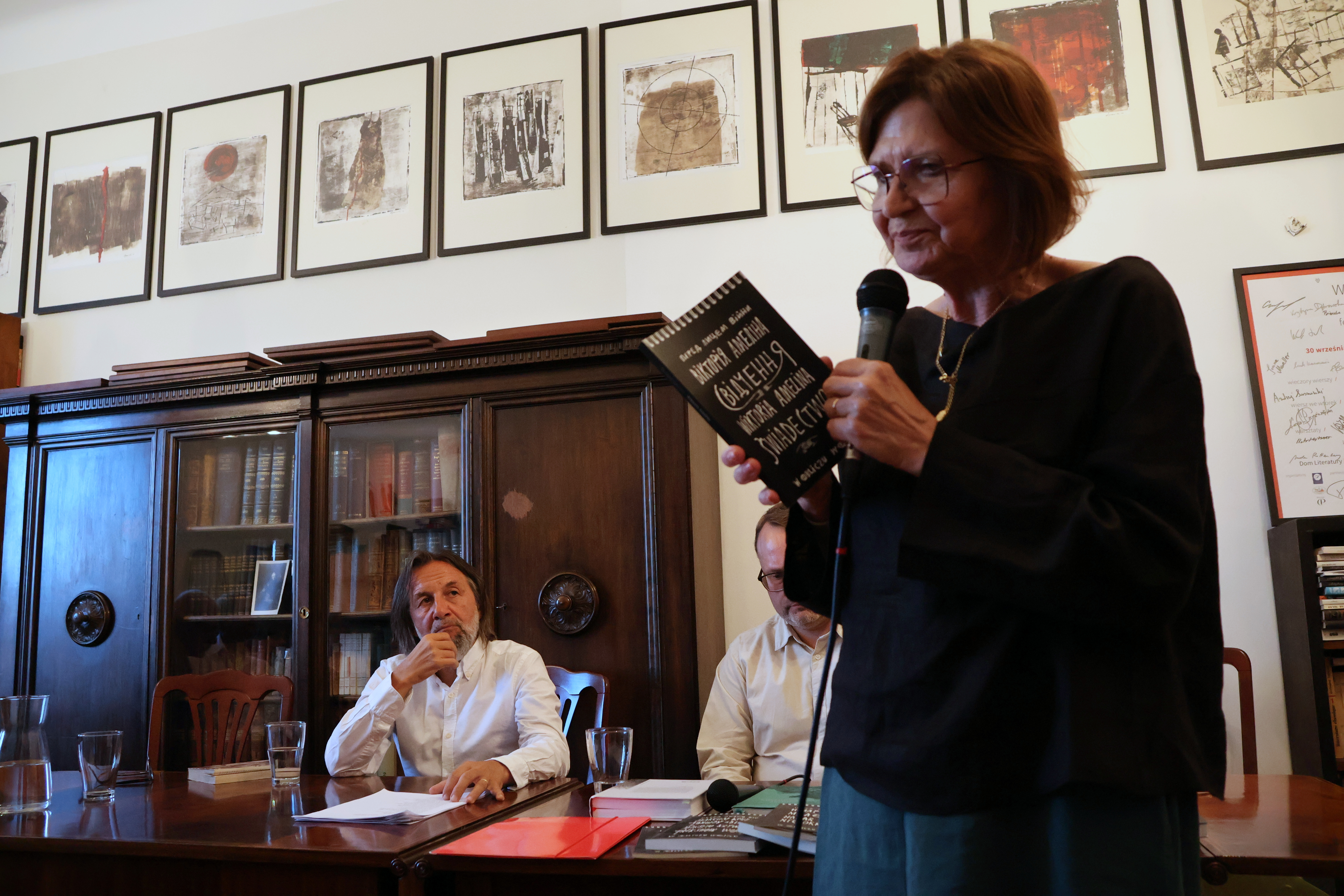
Z żoną, Małgorzatą Sporek-Czyżewską (ur. 1959), współtwórczynią Ośrodka „Pogranicze – sztuk, kultur, narodów” w Sejnach – lektura wierszy Wiktorii Ameliny z tomu w języku polskim i ukraińskim Świadectwo; Warszawa, 22 czerwca 2025

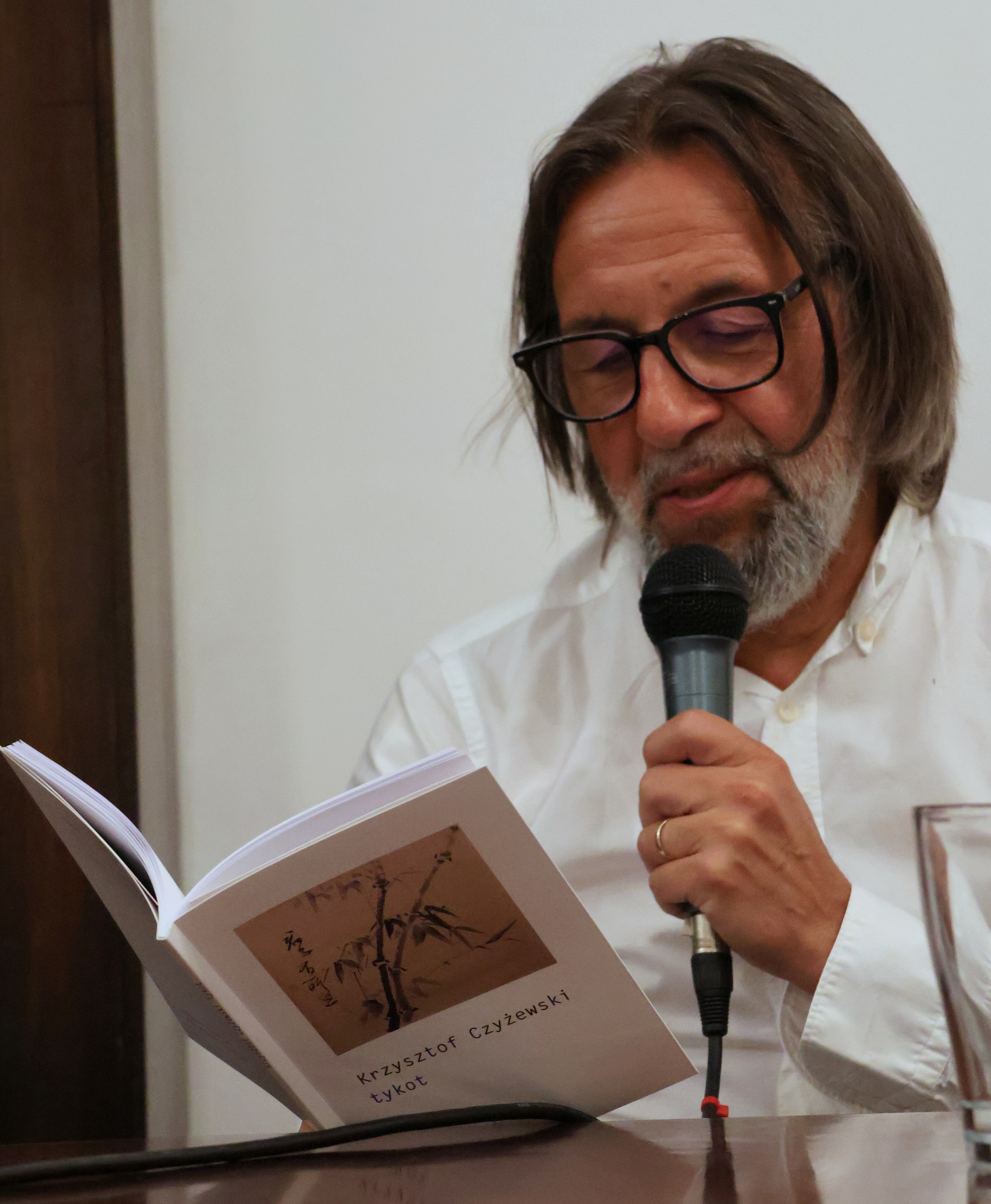
Krzysztof Czyżewski czyta swoje wiersze z tomu Tykot (2025); Warszawa, 22 czerwca 2025

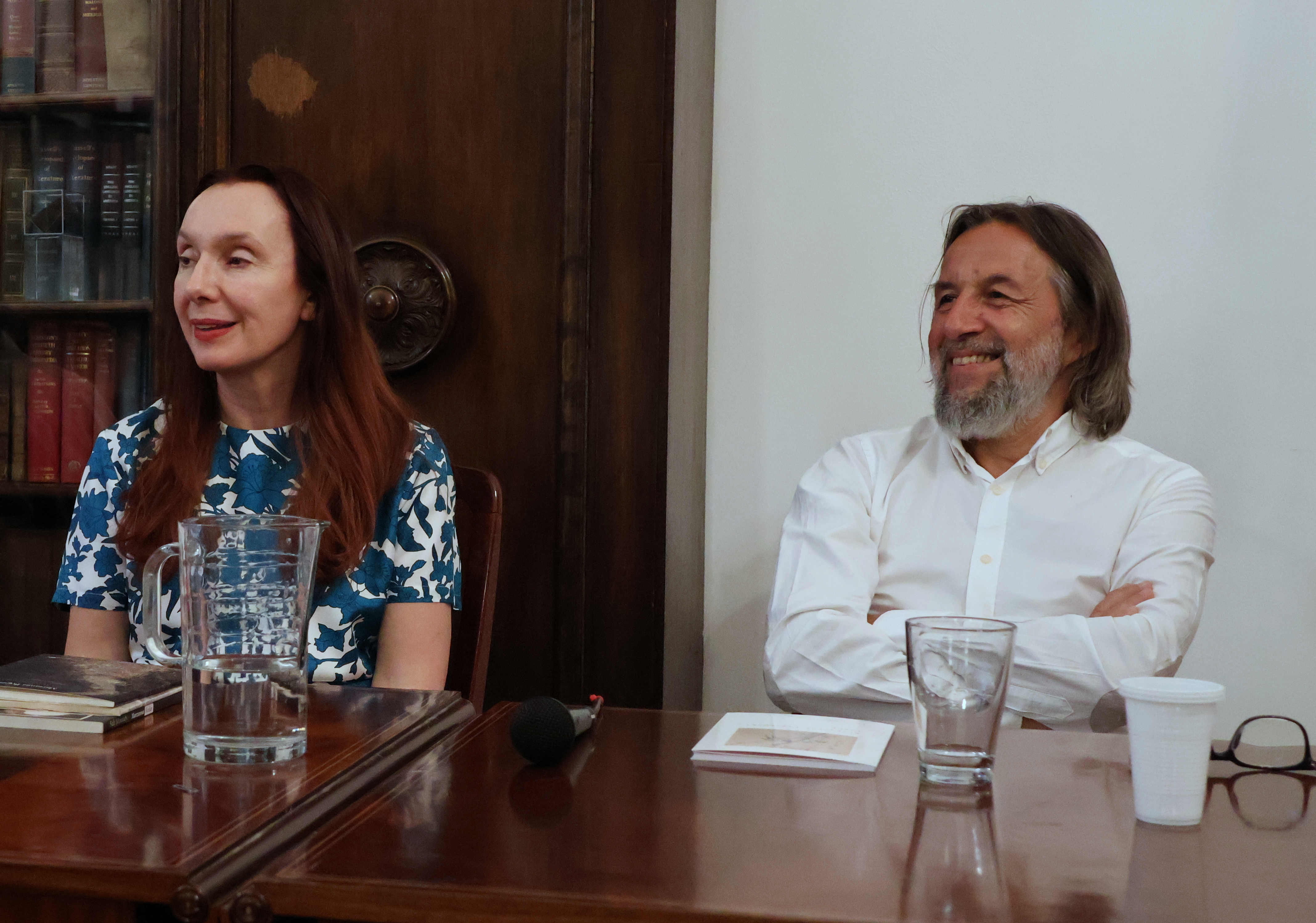
Z poetką Marzanną Bogumiłą Kielar w Polskim PEN Clubie

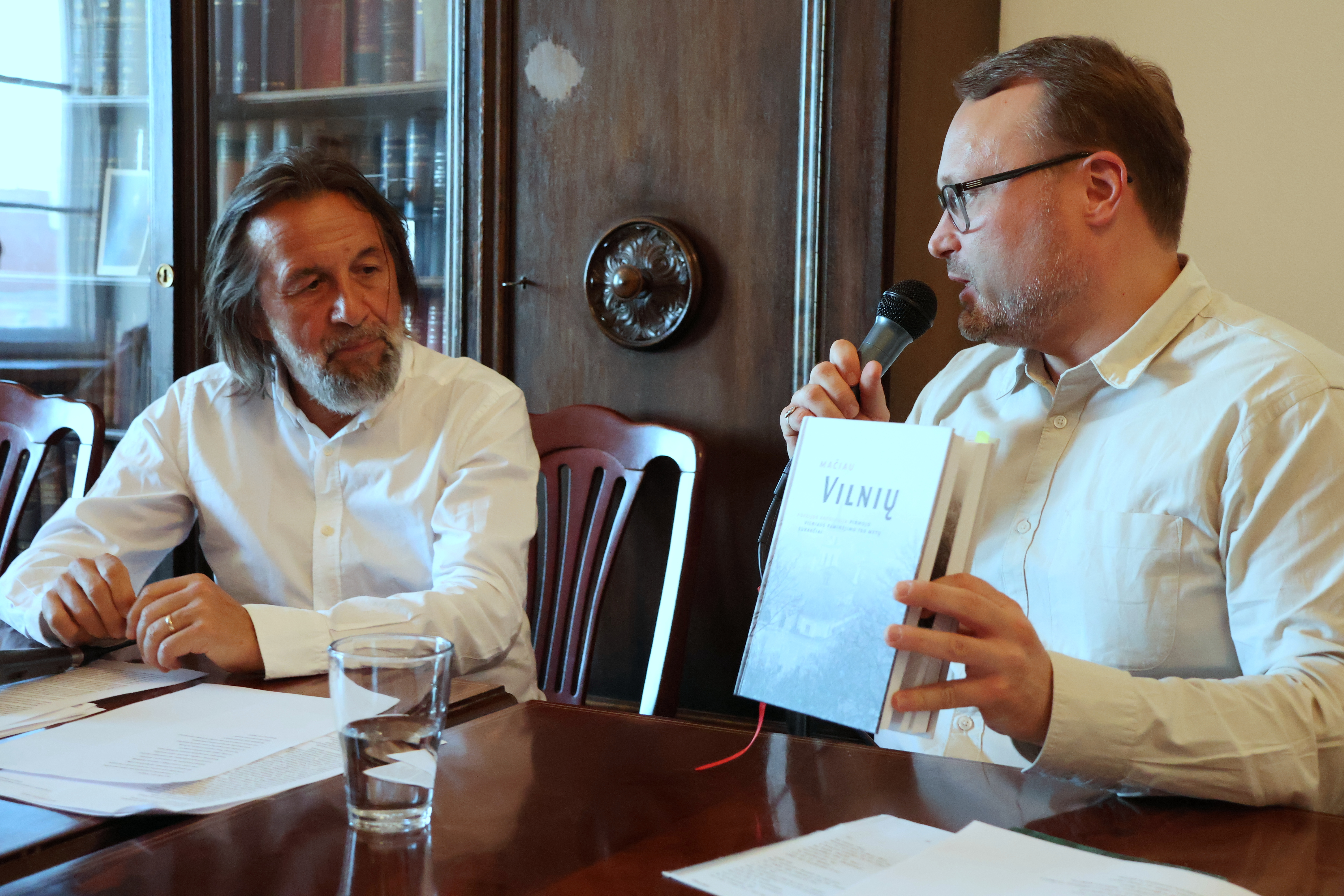
Podczas dyskusji z Mindaugasem Kvietkauskasem, litewskim literaturoznawcą, tłumaczem, w latach 2019–2020 ministrem kultury Litwy

Krzysztof Lech Czyżewski (ur. 6 lipca 1958 w Warszawie) – polski pisarz, reżyser i animator działań międzykulturowych, współtwórca Ośrodka „Pogranicze – sztuk, kultur, narodów” w Sejnach oraz Fundacji Pogranicze. W 2011 wraz z zespołem Pogranicza, otworzył Międzynarodowe Centrum Dialogu w Krasnogrudzie. Inicjator programów dialogu międzykulturowego w Europie Środkowej, na Bałkanach, Kaukazie, Azji Środkowej, Indonezji, Bhutanie, Afryce Północnej i innych pograniczach świata. Wykładowca wielu uniwersytetów w Europie i USA; obecnie jest profesorem Uniwersytetu Bolońskiego i Rutgers University.

## Życiorys
Ukończył filologię polską na Uniwersytecie im. Adama Mickiewicza w Poznaniu. W latach 1978–1983 pracował jako aktor i instruktor w Stowarzyszeniu Teatralnym „Gardzienice”. Podczas stanu wojennego w Poznaniu został współzałożycielem i redaktorem podziemnego pisma „Czas Kultury”, z którym współpracował do końca lat 80.
W drugiej połowie lat 80. wykładał historię kultury i estetyki w Wyższej Szkole Sztuk Plastycznych w Poznaniu oraz założył własny teatr „Arka” przy domu kultury „Dąbrówka”, z którym zrealizował m.in. spektakl „Czarny polonez” według Wierzyńskiego.
W 1987 nawiązał współpracę z Wojciechem i Bożeną Szroederami prowadzącymi Gminny Ośrodek Kultury w Czarnej Dąbrówce na Kaszubach. W latach 1987–1990 zrealizowali wspólnie projekt „Wioska Spotkania”, w którym uczestniczyli twórcy kultury alternatywnej z Polski i ze świata.
W 1990 był jednym z inicjatorów powstania Fundacji „Pogranicze” i został jej prezesem. W 1991 wraz z niektórymi członkami zespołu „Arka” i zespołu z Czarnej Dąbrówki, przeniósł się do Sejn, gdzie zainicjował powstanie Ośrodka „Pogranicze – sztuk, kultur, narodów” i został jego dyrektorem.
Wraz z zespołem „Pogranicza”, twórca i realizator m.in. programów: Centrum Dokumentacji Kultur Pogranicza, Szkoła Pogranicza, Otwarte Regiony Europy Środkowowschodniej, Środkowoeuropejskie Forum Kultury, Człowiek Pogranicza, Gra szklanych paciorków, Wędrowna Akademia „Nowa Agora”, Dialog Międzykulturowy na Kaukazie i w Azji Środkowej, Akademia Dialogu Partnerstwa Wschodniego, Medea/Ponte, Opowieści o współistnieniu.
Wspólnie z zespołem „Pogranicza” założył Międzynarodowe Centrum Dialogu, otwarte przez Prezydenta RP w wigilię prezydencji Polski w Radzie UE, 30 czerwca 2011 w odremontowanym dworze rodziny Czesława Miłosza w Krasnogrudzie na granicy polsko-litewskiej.
Prowadzi zainicjowaną przez siebie, podczas wojen w byłej Jugosławii, międzynarodową latającą kawiarnię literacką „Café Europa”, której spotkania, łączące czytanie poezji z muzyką i dyskusją, odbyły się m.in. w Sarajewie, Bukareszcie, Krakowie, Amsterdamie, Sztokholmie, Warszawie, Barcelonie i Nowym Jorku.
Jako członek rady do spraw kultury współpracował przez szereg lat z Instytutem Społeczeństwa Otwartego w Budapeszcie.
Członek Rady i współautor projektu Kraków – Europejska Stolica Kultury 2000. W latach 2010–2011 dyrektor artystyczny projektu „Lublin – Europejska Stolica Kultury”. W latach 2012–2013 dyrektor artystyczny Europejskiej Stolicy Kultury Wrocław 2016.
Laureat stypendium dla innowatorów społecznych i członek Stowarzyszenia Ashoka.
Przewodniczący kapituły Nagrody im. Ireny Sendlerowej. Przewodniczący Rady Kongresu Kultury Partnerstwa Wschodniego.
Animator programów dialogu międzykulturowego w Europie Środkowej, na Bałkanach, Kaukazie, Azji Środkowej, Indonezji, Bhutanie i innych pograniczach świata.
Wykładowca m.in. Uniwersytetu Warszawskiego, Uniwersytetu Wileńskiego, New School University (Nowy Jork), Transregional Center for Democratic Studies (Kraków), Salzburg Seminar, Instytutu Nauk Humanistycznych przy Uniwersytecie Lwowskim, Boston University, Berkeley University, Uniwersytet Harvarda, Rutgers University. W 2007 wygłosił prestiżowy „Copernicus Lecture” w Michigan University. Od wiosny 2015 profesor wizytujący Rutgers University i Uniwersytetu Bolońskiego.

### Działalność redakcyjna
W 1994 powołał do istnienia pismo „Krasnogruda” i został jego redaktorem naczelnym. Redaktor naczelny „Almanachu Sejneńskiego”. W Wydawnictwie „Pogranicze” jest redaktorem serii wydawniczych „Meridian” i „Sąsiedzi”.

### Publikacje
Jako eseista współpracował z paryską „Kulturą” do końca jej istnienia. Jego eseje ukazują się w prasie polskiej (Tygodnik Powszechny, Gazeta Wyborcza, Konteksty, Borussia, Midrasz, Znak, Kafka i in.) i zagranicznej (Lettre International, Central Europe Review, Alphabet City, Books in Canada, Lihtungen, Kortaras, Kulturny Żivot, Siauras Atenai, Frahmenty, Observator Cultural, Kritika, Polin, Michigan Quaterly Review i in.).

### Książki
W 2001 opublikował książkę „Ścieżka pogranicza”, w 2008 zbiór esejów „Linia powrotu. Zapiski z pogranicza”, w 2017 „Małe centrum świata. Zapiski praktyka idei” – zbiór tekstów powstałych na przestrzeni ćwierćwiecza, w 2018 „Żegaryszki” – zbiór 78 krótkich utworów poetyckich nawiązujących do tradycji haiku. W 2014 w wydawnictwie „Medeia” ukazała się jego książka „Miłosz. Tkanka łączna”. Jest współautorem i redaktorem książek „Podręcznik dialogu. Zaufanie i tożsamość” (2012), „Miłosz – Dialog – Pogranicze” (2012) oraz „Podlasie. Pamięć – Tożsamość – Rozwój” (2014), „Krasnogrudzki most. Niezbędnik budowniczego” (2016). W 2017 ukazał się „Mesjasz z rodu Efraima” autorstwa Mosze Kulbaka w jego tłumaczeniu. W 2019 Międzynarodowe Centrum Kultury opublikowało jego książkę „W stronę Xenopolis”, za którą Krzysztof Czyżewski został uhonorowany nagrodą Ambasadora Nowej Europy za 2019 rok, przyznawaną przez Europejskie Centrum Solidarności. W 2025 ukazał się jego tom poezji Tykot.

## Nagrody i wyróżnienia
- nagroda Fundacji POLCUL (Melbourne, 1992);
- nagroda Nagroda Artystyczna Młodych im. Stanisława Wyspiańskiego (Warszawa, 1992);
- nagroda paryskiej „Kultury” za rok 1996;
- nagroda im. Gabora Bethlena dla człowieka Europy Środkowej (Budapeszt, 1998);
- nagroda „Małego Berła Kultury Polskiej” uhonorowana przez Jerzego Giedroycia (1999);
- medal św. Jerzego przyznanego przez „Tygodnik Powszechny” (Kraków, 2000);
- Dyplom Ministra Spraw Zagranicznych za wybitne zasługi dla promocji Polski w świecie z rąk ministra Władysława Bartoszewskiego (Warszawa, 2000);
- Krzyż Kawalerski Orderu Wielkiego Księcia Giedymina (Litwa, 2001)[4];
- dyplom za zasługi dla ochrony dziedzictwa kultury żydowskiej w Polsce otrzymany z rąk Ambasadora Izraela, Szewacha Weissa (Kraków 2001);
- medal „Zasłużony dla tolerancji” przyznawanego przez Fundację Ekumeniczną „Tolerancja” (Warszawa, 2003);
- nagroda im. Alexandra Langera otrzymana z rąk prezydenta parlamentu włoskiego, Pier Ferdinando Casiniego, wraz z zespołem Fundacji Pogranicze (Rzym, 2004);
- Nagroda Honorowa Pro Publico Bono (Kraków, 2004);
- Srebrny Medal „Zasłużony Kulturze – Gloria Artis” (Warszawa, 2005);
- „Nagroda Dialogu” otrzymana z rąk byłej przewodniczącej Bundestagu, Rity Süssmuth i Towarzystw Polsko-Niemieckich (Berlin, 2006);
- Nagroda im. Profesora Aleksandra Gieysztora przyznawana przez Fundację Kronenberga przy Citi Handlowy. (Warszawa, 2007)[5];
- nagroda „Nowa Kultura Nowej Europy” (Krynica, 2007);
- nagroda „Pontifici” przyznana przez Klub Inteligencji Katolickiej (Warszawa, 2008);
- Ambasador Europejskiego Roku Dialogu Międzykulturowego (2008);
- Honorowy Ambasador Województwa Podlaskiego;
- Nagroda im. Jerzego Giedroycia otrzymana razem z zespołem „Pogranicza” (Warszawa, 2008);
- „Medal Tolerancji” otrzymany na Światowym Kongresie Esperanto (2009).
- Krzyż Oficerski Orderu Odrodzenia Polski (2008)[6];
- nagroda Dan David Prize w dziedzinie „Przeszłość” (Tel Awiw, 2014)[7];
- Nagroda im. Ireny Sendlerowej (2015)[8];
- Laureat XXVII edycji Konkursu o Nagrodę i Medal Zygmunta Glogera (2016)[9];
- Honorowa Złota Gwiazda Ministerstwa Kultury Republiki Litewskiej za wybitny wkład i szczególne zasługi dla litewskiej kultury i sztuki (2016)[10];
- Neptun – Nagroda Prezydenta Miasta Gdańska (2017)[11];
- Nagroda im. księdza Józefa Tischnera (2018)[12]
- Nagroda Literacka im. Wiesława Kazaneckiego za rok 2018 (2019)
- Honorowy Ambasador Wschodu (2020)[13]
- Ambasador Nowej Europy za 2019 rok – nagroda przyznawana przez Europejskie Centrum Solidarności (2020).
- Honorowy Obywatel Gminy Kadzidło i Laureat Nagrody Kurpiowskiego Nepomuka